# Żyła nadłopatkowa

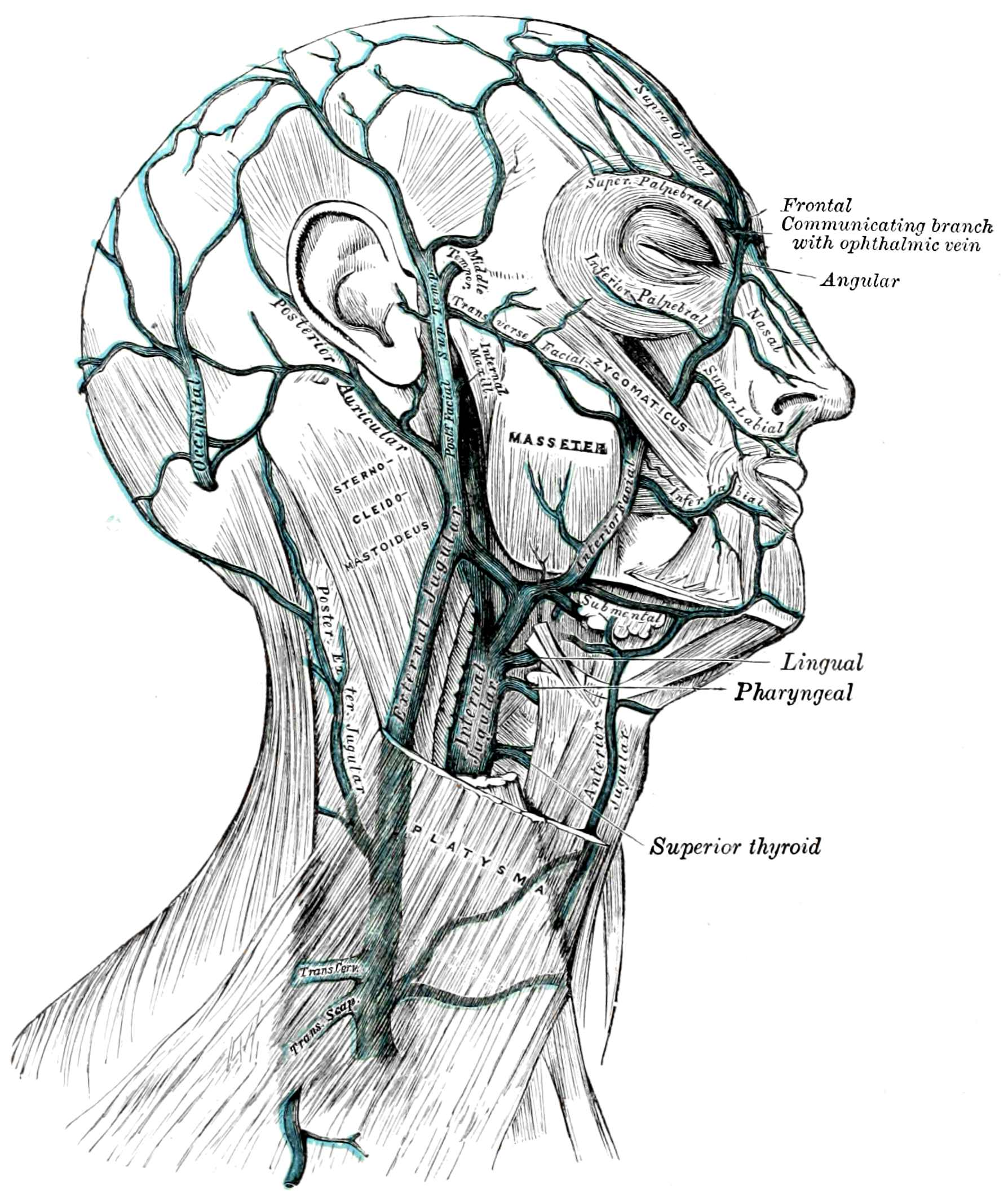
Żyły twarzy i szyi. Żyła nadłopatkowa podpisana Trans. Scap.

Żyła nadłopatkowa (łac. vena suprascapularis), żyła poprzeczna łopatki (vena transversa scapulae) – w anatomii człowieka żyła odprowadzająca krew z sieci żylnej łopatkowej i sieci żylnej barkowej. Przebiega wspólnie z tętnicą nadłopatkową, zazwyczaj jako dwie żyły, które w okolicy wcięcia łopatki łączą się w jeden pień. Żyła nadłopatkowa przechodzi pod więzadłem poprzecznym łopatki górnym, może wpadać do końcowej części żyły szyjnej zewnętrznej, a także do początkowej części żyły podobojczykowej lub żyły ramienno-głowowej.